# Egernsund
Egernsund – miasto w Danii, w regionie Dania Południowa, w gminie Sønderborg.